# Detlef Kurzweg
Detlef Kurzweg (* vor 1960) ist ein deutscher Hörspielregisseur. Ab den 1960er-Jahren war er als Hörspielregisseur tätig. Bis 2015 war er an mehr als 200 Produktionen beteiligt.

## Hörspiele (Auswahl)
- 1967: Hans Georg Herde: Kuddelmuddel in Pilzhausen (Kinderhörspiel/Kurzhörspiel/Rätselsendung – Rundfunk der DDR)
- 1968: Maxim Gorki: Pasquarello – Der Redakteur (Kinderhörspiel – Rundfunk der DDR)
- 1968: Lion Feuchtwanger: Der Auftrag der Jeanne Dunois
- 1968: Siegfried Pfaff: Kostja, der Funker
- 1969: Joachim Nowotny: Jakob läßt mich sitzen (Kinderhörspiel/Kurzhörspiel – Rundfunk der DDR)
- 1970: Horst Bastian: Deine Chance zu leben
- 1970: Autorenkollektiv: Gespräche an einem langen Tag
- 1971: Walter Flegel:  Bericht beim Kommandeur
- 1971: Hans-Jörg Dost: Passio Camilo – Regie gemeinsam mit Barbara Plensat
- 1972: Hans Draehmpaehl: Aktion Opa Heidemann (Kinderhörspiel/Rätselsendung – Rundfunk der DDR)
- 1972: Wolfgang S. Lange: Mit Freundschaft hochachtungsvoll – Janusz und Julka (Kinderhörspiel/Kurzhörspiel – Rundfunk der DDR)
- 1978: Sibylle Durian: Konferenz der Märchen (Kinderhörspiel – Rundfunk der DDR)
- 1978: Günther Schiffel: Ratugewi (Kinderhörspiel – Rundfunk der DDR)
- 1983: Günter Hesse: Kosakenreiter (Original-Hörspiel, Kinderhörspiel, Kurzhörspiel – Rundfunk der DDR)
- 1983: Jack London: Der Mexikaner Felipe Rivera (Hörspielbearbeitung – Rundfunk der DDR)
- 1986: Ulrich Waldner: Eine Wohnung unterderhand
- 1988: Veit Stiller: Feuerwehrvergnügen
- 1989: Astrid Rösel: Picknick mit einem Toten
- 1990: Rita Herbst: Eine schrecklich nette Person (Kriminalhörspiel/Kurzhörspiel – Rundfunk der DDR)
- 1991: Frank Naumann: Die Logikfalle
- 1991: Klaus G. Zabel: Hängepartie